# Super Castlevania IV
Super Castlevania IV (悪魔城ドラキュラ, Akumajō Dorakyura, Demon Castle Dracula) est un jeu vidéo d'action et de plates-formes développé et édité par Konami en 1991 sur Super Nintendo. Le jeu a été conçu par Masahiro Ueno. Le jeu est d'abord publié au Japon le 31 octobre 1991 puis fin août 1992 pour l'Europe,.
Super Castlevania IV  fut l'un des premiers jeux de la Super Nintendo et encore aujourd'hui, son aura dépasse largement celle d'un simple jeu d'action. Si le jeu a été présenté au Japon comme un remake du premier Castlevania, il a été, en revanche, vendu en dehors de l'archipel comme un épisode original de la saga, faisant suite à Simon's Quest.

## Système de jeu
Super Castlevania IV est un jeu de plateforme qui se déroule en scrolling horizontal et vertical selon le niveau. Le joueur incarne Simon Belmont, le personnage se bat à l'aide d'un fouet qui peut être orienté dans 8 directions différentes et peut également le faire tourner,,. Le fouet dispose de trois niveaux de puissance (fouet de base, fouet chaine et fouet longue chaîne). Super Castlevania IV  affiche à l'écran plusieurs éléments, tels que la barre de vie du personnage, le score, les continues, l'arme récupérée ou encore le temps restant pour compléter un niveau. Concernant les contrôles, le personnage peut sauter, s'accroupir et s'accrocher à des anneaux via le fouet,. En plus du fouet, Simon Belmont trouvera sur son passage des armes secondaires (hache, boomerang, couteau),,. Ces armes consomment des cœurs dispersés dans les niveaux, que Belmont trouvera principalement en tapant sur des bougies. D'autres objets bonus sont proposés au joueur, le chrono qui permet d'arrêter le temps, le poulet pour restaurer une partie des points de vie et les bonus un peu plus rares, comme le chapelet qui élimine tous les ennemis à l'écran et une potion qui rend le joueur invulnérable,,.
Les effets de rotations grâce au fameux Mode 7 de la Super Nintendo sont utilisés dans certains niveaux, l'ambiance gothique de chaque lieu est retranscrite par des décors travaillés et surtout par des musiques qui ont marqué les esprits depuis lors (le thème de Simon Belmont, Simon Belmont's Theme, est à ce jour l'un des thèmes les plus connus de la saga Castlevania). Chaque salle met le joueur dans des situations toutes plus périlleuses les unes que les autres, qui demanderont des aptitudes acrobatiques (Simon Belmont peut maintenant être contrôlé dans les airs) et nécessiteront précision et rapidité d'exécution. Le jeu utilise un système de sauvegarde par mot de passe. Après avoir vaincu le comte Dracula, le jeu propose un nouveau tour, à la difficulté rehaussée. 

## Réédition
Super Castlevania IV a été réédité en décembre 2006 sur Wii via la Console virtuelle.
Il a également été réédité sur Wii U, toujours via la Console virtuelle, en 2013 (le 11 septembre au Japon, le 31 octobre en Amérique du Nord et en Europe).
Le jeu est inclus dans la Super Nintendo Classic Mini, sortie le 29 septembre 2017.
Le jeu est inclus dans la compilation Castlevania Anniversary Collection sorti en 2019 sur Windows, Nintendo Switch, PlayStation 4 et Xbox One.

## Accueil
Super Castlevania IV reçoit un très bon accueil dans la presse écrite, notamment sur l'aspect graphique et sonore du jeu qui reviennent souvent comme points forts où les testeurs sont tous unanimes,. Le magazine britannique Zero accorde une note globale de 88% à Super Castlevania IV, le mensuel met en avant les graphismes et la partie sonore qui lui donnent une atmosphère, mais reproche au jeu une difficulté jugée trop facile durant les premiers niveaux et un gameplay pas très varié. Même constat pour Cyril Drevet de Player One pour l'image et le son, qui donne la note de 95%, qualifiant le jeu de « tellement beau » accompagné de « musiques fabuleuses », malgré le fait que le niveau de difficulté ne soit pas très élevé précisant que les niveaux sont suffisamment longs pour tenir les joueurs « en haleine un sacré bout de temps ». 
Consoles + attribue la même note, 95%, le magazine relève quelques scrollings et animations qui sont « un peu saccadés », le test conclut que Super Castlevania IV « n'est pas le meilleur jeu du monde, mais entre par la grand porte dans la cour des grands ». Lionel Vilner de Banzzaï, présente une note de 89%, jugeant de parfait les graphismes qui selon lui participent à « l'ambiance angoissante du jeu » ainsi que l'ambiance sonore qu'il qualifie de « mélange de tons lugubres et héroïques ». Pour Vilner, le point fort du jeu réside effets spéciaux du jeu qui sont « dans l'ensemble assez bluffant ». 92% pour le mensuel Super Power, qui comme la plupart des revues, souligne la qualité des graphismes jugés « fins et détaillés » et de la musique qui « tue littéralement ! » Super Power termine son test en parlant de la maniabilité qui est « exemplaire » et qu'on « ne s'ennuie pas » avec Super Casltevania IV.